# K'ari Lich (sjö i Armenien)
K'ari Lich (armeniska: K’ari Lich) är en sjö i Armenien.   Den ligger i provinsen Aragatsotn, i den västra delen av landet, 40 kilometer nordväst om huvudstaden Jerevan. K'ari Lich ligger 3 195 meter över havet. Arean är 0,30 kvadratkilometer. 
Trakten runt K'ari Lich består i huvudsak av gräsmarker. Runt K'ari Lich är det ganska tätbefolkat, med 60 invånare per kvadratkilometer.